# Gomoljnospužvasti mišić
Gomoljnospužvasti mišić (lat. musculus bulbospongiosus ili musculus bulbocavernosus) je parni mišić dna zdjelice. Mišić je sastavni dio urogenitalne dijafragme. Mišić inerviraju ogranci stidnog živca (lat. nervus pudendus).

## Polazište i hvatište
Mišići polaze s tetivnog središta međice, prema naprijed i dolje, i: 
- kod muškaraca: obuhvaćaju bulbus penisa, unutarnje mišićne niti se križaju, hvataju se na bulbus i spongiozno tijelo penisa
- kod žena: mišići su razdvojeni predvorjem rodnice (kojeg obuhvaćaju) i sežu sve do dražice (kavernoznih tijela)

## Fiziologija
Mišić svojom kontrakcijom pomažu erekciju (potiskuju krv u erektilna tijela muškarca ili žene), ejakulaciju i mokrenje. Kod žena medijalni snopovi mišića se nazivaju lat. musculus sphincter cunni, zato što suzuju predvorje rodnice. 